# Culcita
Culcita C.Presl, 1836 (do latim culcita, "almofada") é um género de pteridófitos terrestres da família Culcitaceae, uma família de fetos arbóreos com distribuição tropical e subtropical. O género agrupa apenas duas espécies extantes.

## Descrição
As espécies do género Culcita são fetos terrestres com rizomas rastejantes ou erectos cobertos de pêlos. As folhas são grandes, 4-5-pinatifendidas, ligeiramente pubescentes, com um feixe vascular em forma de calha.
Os soros localizam-se no final das nervuras, contra a borda da lâmina e são cobertos com um indúsio.
O género inclui apenas duas espécies, sendo que a espécie tipo é Culcita macrocarpa. O género tem distribuição na Macaronésia (Açores, Madeira e Tenerife), sudoeste da Europa e região neotropical.

## Espécies
Culcita é um género de fetos, nativo das Américas, Macaronésia e Península Ibérica. É o único género da família Culcitaceae na classificação do Pteridophyte Phylogeny Group de 2016 (PPG I). Alternativamente, a família pode ser tratada como a subfamília Culcitoideae de uma família Cyatheaceae muito amplamente definida, a colocação usada para o género em Plants of the World Online.
Apenas duas espécies extantes são conhecidas:
| Imagem | Nome científico                  | Distribuição |
| ------ | -------------------------------- | --- |
|        | Culcita coniifolia (Hook.) Maxon | Bolívia, Brasil Sul, Brasil Sudeste, Colômbia, Costa Rica, Cuba, República Dominicana, Equador, El Salvador, Guatemala, Guiana, Honduras, Jamaica, México, Nicarágua, Panamá, Peru, Venezuela |
|        | Culcita macrocarpa C. Presl      | Açores, Canárias, Madeira, Portugal, Espanha |

Lista de espécies:
- Culcita coniifolia (Hook.) Maxon (1911) (América do Sul)
- Culcita macrocarpa Presl (1836) (Península Ibérica, Macaronésia)
- †Culcita formosae (Cristo) Maxon (1922) (Taiwan)